# 766
Évszázadok: 7. század – 8. század – 9. század
Évtizedek: 710-es évek – 720-as évek – 730-as évek – 740-es évek – 750-es évek – 760-as évek – 770-es évek – 780-as évek – 790-es évek – 800-as évek – 810-es évek
Évek: 761 – 762 – 763 – 764 –  765 – 766 – 767 – 768 – 769 – 770 – 771

## Események

### Bizánci Birodalom
- V. Kónszantinosz bizánci császár összeesküvéssel vádol 19 magas rangú tisztviselőt. Két vezetőjüket a konstantinápolyi hippodromban lefejezik, a többieket megvakítják és száműzik. Az összeesküvésben való érintettsége miatt a császár lemondatja II. Kónsztantinosz pátriárkát és a város kormányzóját, Prokopioszt. Az új pátriárka a császár képromboló irányzatát követő I. Nikétasz.
- Szabin bolgár kán béketárgyalásokat kezdeményez a bizánciakkal. Emiatt a klánvezérek árulással vádolják és helyére Umort választják meg. Szabin Konstantinápolyba menekül. Umort negyven nap után Toktu váltja a kánság élén.
- Az Abbászidak betörnek a határvidékre és ostrom alá veszik az Eufrátesz partján fekvő Kamaha erődjét, de a tél közeledtével visszavonulnak.

### Ázsia
- Az újonnan megalapított Bagdadban elkészül a kerek fallal körülvett 2 km átmérőjű városmag, a Kerek város.
- Közép-Ázsiában a nomád karlukok legyőzik a türgeseket, megdöntik a kaganátusukat és saját kánságot alapítanak, amelynek központját az elfoglalt Szujab városában rendezik be.

## Születések
- Ali al-Ridá, síita imám
- Hárún al-Rasíd, abbászida kalifa

## Halálozások
- március 6. – Szent Chrodegang, Martell Károly titkára, Metz püspöke